# Lipnik (Nemiljščica)
Lipnik je potok, ki svoje vode nabira na vzhodnih pobočjih planote Jelovica. V bližini vasi Nemilje se pridruži potoku Nemiljščica, ki se nato med Naklom in Podnartom kot desni pritok izliva v reko Savo.